# Bibliometrix
Bibliometrix是用於科學計量學和文獻計量學定量研究的R語言包。文獻計量學是將定量分析和統計應用於期刊文章等类似出版物。出版和引文數據的定量評估現在幾乎用於所有科學領域，以評估科學界的发展、成熟度、主要作者、趨勢等。文獻計量學還用於研究績效評估，特別是在大學和政府實驗室，也被決策者、研究主管和管理人員、信息專家和圖書館員以及學者本身使用，Bibliometrix在此中发挥了巨大作用。